# Glattburg (Staubhausen)
Die Glattburg, auch Schenken-Glattburg, war eine Spornburg über der Glattmündung in die Thur in der heutigen Gemeinde Oberbüren in der Ostschweiz. 1781 entstand an deren Stelle das Kloster St. Gallenberg.
Die Glattburg war bis 1492 als St. Galler Lehen Sitz der Schenken von Glattburg und von Landegg
Sie als erblicher Wohnsitz bis zum Abbruch der agnatischen Linie 1480 im Besitz der Landegger.
Hierauf gelangte sie an die Schenk von Castell und 1621 an die Reding von Biberegg. 1649 kaufte die Abtei St. Gallen die Glattburg zurück und liess das Schloss erneuern. 1781 übersiedelte die Gemeinschaft der Ewigen Anbetung von Libingen in die zum Kloster umgebaute und um Kirche und Gästehaus erweiterte Glattburg.
Die Glattburg wurde 788 als clataburuhc und 1167 als Glateburc erwähnt. Um 1000 v. Chr. bestand an der Stelle der Burg eine Siedlung der frühkeltischen Urnenfelderkultur. Römische Münzfunde belegen die Zeit um 270.